# Oded Regev (Informatiker)
Oded Regev (* 1978) ist ein israelisch-US-amerikanischer Informatiker, Mathematiker und Kryptologe.
Regev studierte an der Universität Tel Aviv  mit dem Bachelor-Abschluss 1995, dem Master-Abschluss 1997 und der Promotion bei Yossi Azar 2001 (Scheduling and Load Balance). Er war Professor an der Universität Tel Aviv und der École normale supérieure (Paris), bevor er Professor am Courant-Institut an der New York University wurde.
Er forscht über Gitter-basierte Kryptosysteme und führte das Learning with errors (LWE) Problem ein.  Dieses ermöglicht eine einfache und einheitliche Formulierung aller bekannten (und vieler neuer, die sich bis dahin niemand vorgestellt hatte) Kryptosysteme und löste eine Revolution in der Kryptographie aus. Sie bilden auch die Basis realer Kryptosysteme wie Kyber. Mit Chris Peikert und Vadim Lyubashevsky führte er LWE über Ringen von Polynomen über endlichen Körpern ein (Ring Learning with Error, RLWE) mit dem Ziel auch gegen Quantencomputer sichere Kryptosysteme zu entwickeln (Post-Quanten-Kryptographie). Regev führte auch Gaußsche Maße in die gitterbasierte Kryptographie ein.
Er bewies eine Umkehrung des Minkowskischen Gitterpunktsatzes mit Noah Stephens-Davidowitz und Daniel Dadush.
Außerdem befasst er sich mit Quanteninformationstheorie, Komplexitätstheorie im Bereich Kommunikation, Schwere der Approximation, Online-Algorithmen, Kombinatorik, Wahrscheinlichkeit, Dimensreduktion und biologische Fragen (wie RNA-Splicing), für die er interpretierbare Maschinenlern-Techniken entwickelt.
2006 erhielt er mit Phong Q. Nguyen einen Best Paper Award auf der Eurocrypt für die Kryptoanalyse der Goldreich-Goldwasser-Halewi-Signatur (GGH) und NTRUSign.
2018 erhielt er den Gödel-Preis. 2019 wurde er Simons Investigator. 2005 erhielt er den Krill Prize for Excellence in Scientific Research der Wolf Foundation, 2003 einen Best Paper Award der STOC und 2008 einen Starting Grant des ERC. 2022 war er eingeladener Sprecher auf dem Internationalen Mathematikerkongress (The reverse Minkowski theorem).